# Like an Animal
Like an Animal ist ein Rocksong der italienischen Band Piqued Jacks. Mit dem Titel vertrat sie San Marino beim Eurovision Song Contest 2023 in Liverpool.

## Hintergrund
Der Song wurde von der Band selbst geschrieben. Es handelt sich um einen Alternative-Rock-Song, der auf einem sich wiederholenden, nur aus drei Tönen bestehenden Gitarrenmotiv basiert, das sich nahezu komplett durch das Lied zieht, gelegentlich durch ruhigere Passagen in den Strophen unterbrochen. Im Lied geht es um die Anziehungskraft zwischen zwei Personen. Diese wird mit Begriffen aus der Biologie, insbesondere der Tierwelt, beschrieben („Schmetterlinge im Bauch“, „Augen wie eine Schlange“, „Gift in den Venen“, „Jagd auf der Tanzfläche“ …). Der Titel wurde mit einer Mixtur aus The Killers und Panic! at the Disco verglichen.
Der Song wurde am 22. Februar 2023 veröffentlicht. Bei der nationalen Vorentscheidung Una voce per San Marino 2023 wurde er nach 23 Castingrunden und fünf Halbfinals im Finale am 25. Februar 2023 als siegreicher Beitrag ermittelt.

## Beim Eurovision Song Contest
San Marino nahm mit dem Titel am 67. Eurovision Song Contest teil, der vom 9. bis 13. Mai 2023 stattfand. Like an Animal wurde dem zweiten Halbfinale zugelost und startete dort an 12. Stelle. Piqued Jacks konnten sich aber mit 0 Punkten und dem letzten Platz nicht für das Finale am 13. Mai qualifizieren.